# Kuschelina rhabdota
Kuschelina rhabdota är en skalbaggsart som först beskrevs av Blake 1954.  Kuschelina rhabdota ingår i släktet Kuschelina och familjen bladbaggar. Inga underarter finns listade i Catalogue of Life.